# 象河乡
象河乡，是中华人民共和国河南省驻马店市泌阳县下辖的一个乡镇级行政单位。

## 行政区划
象河乡下辖以下地区：
象河村、槐树李村、岗王村、霍庄村、吴楼村、焦林村、何庄村、刘台村、上曹村、下曹村和陈平村。